# Bambusa arnhemica
Espèce
Classification phylogénétique
Bambusa arnhemica est une espèce de plantes monocotylédones de la famille des Poaceae, sous-famille des Bambusoideae. C'est, avec Mullerochloa moreheadiana et Neololeba atra, l'une des trois espèces de bambous originaires d'Australie. Elle pousse dans le nord-ouest du Territoire du Nord et est commune sur les rives du Kakadu.
Étymologiel'épithète spécifique « arnhemica » fait référence à la présence de la plante dans la Terre d'Arnhem.

## Description
Bambusa arnhemica est une plante vivace, ligneuse, aux chaumes glabres, pouvant atteindre 10 m de haut et 60 mm de diamètre.
Les feuilles ont un limbe linéaire de 30 cm de long sur 45 mm de large, présentant une ligule membraneuses, non ciliée et des auricules à la jonction gaine-limbe.
L'inflorescence est une panicule composée d'épillets de 15 mm de long environ.
Les fleurons comptent trois lodicules membraneux, six anthères et 2 à 3 stigmates.